# Saint-Germain-de-Calberte
För andra betydelser, se Saint-Germain.
Saint-Germain-de-Calberte är en kommun i departementet Lozère i regionen Occitanien i södra Frankrike. Kommunen ligger i kantonen Saint-Germain-de-Calberte som tillhör arrondissementet Florac. År 2022 hade Saint-Germain-de-Calberte 477 invånare.

## Befolkningsutveckling
Antalet invånare i kommunen Saint-Germain-de-Calberte
| Referens: INSEE |